# 高拉巴尔哈杰
高拉巴尔哈杰（Gaura Barhaj），是印度北方邦Deoria县的一个城镇。总人口35279（2001年）。

## 人口
该地2001年总人口35279人，其中男性18522人，女性16757人；0—6岁人口5726人，其中男2948人，女2778人；识字率56.52%，其中男性为64.72%，女性为47.45%。